# St. Gerold

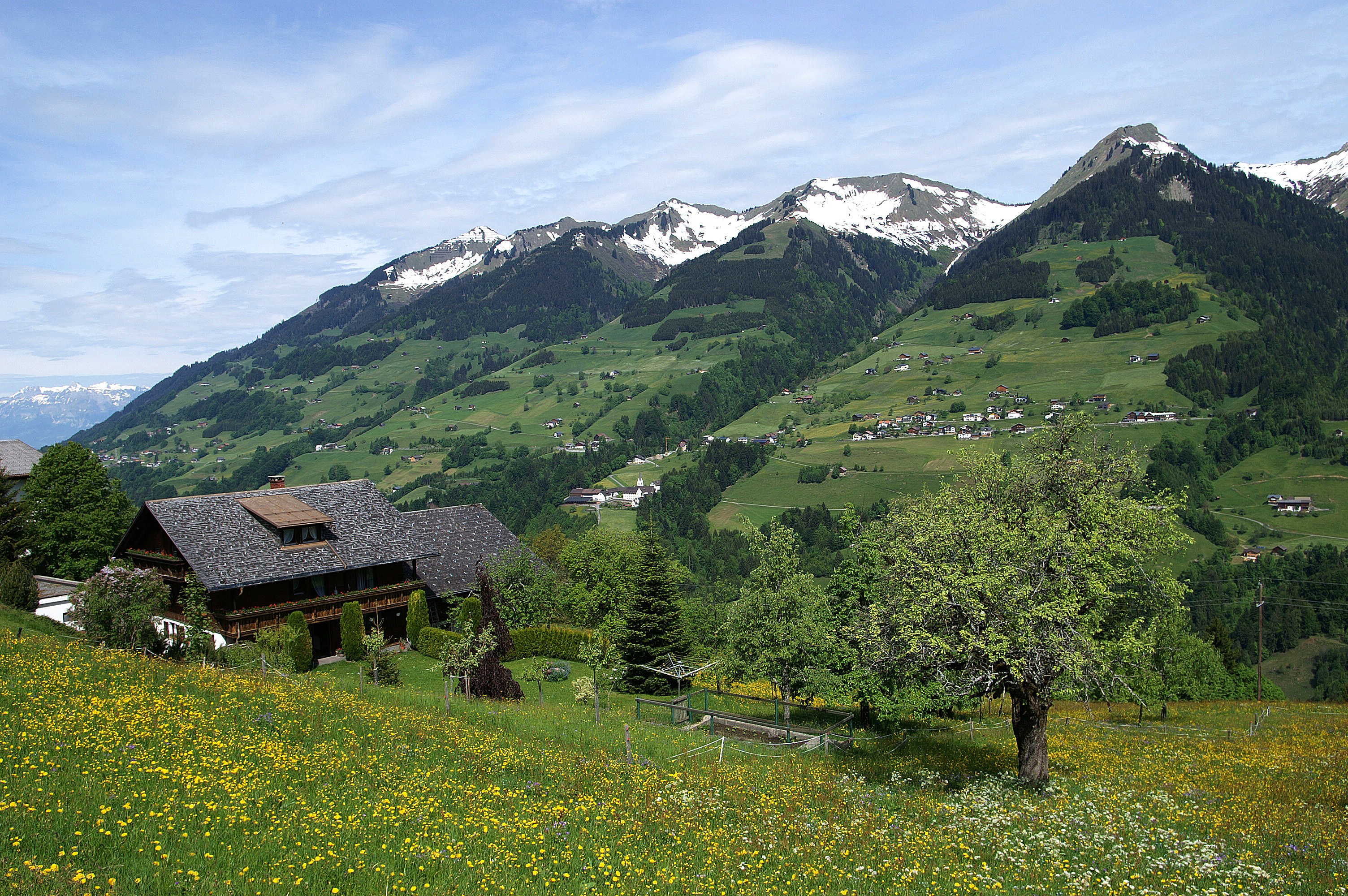
St. Gerold, Blick von Raggal

St. Gerold ist eine Gemeinde in Österreich in Vorarlberg im Bezirk Bludenz mit 380 Einwohnern (Stand 1. Jänner 2024).

## Geografie
St. Gerold liegt im westlichsten Bundesland Österreichs, Vorarlberg, im Bezirk Bludenz im Großen Walsertal. Die Gemeindegrenze im Süden bildet die Lutz in einer Höhe von rund 700 Meter. Nach Norden steigt das Land zur südlichsten Kette des Bregenzerwaldgebirges an. Die höchsten Gipfel sind Melkspitze (1936 m), Kreuzspitze (1944 m) und Löffelspitze (1962 m). Weiter nach Norden fällt das Gebiet zur Frutz ab, die in 1100 bis 1330 Meter die Nordgrenze bildet.
Die Gemeinde hat eine Fläche von 12,58 Quadratkilometer. Davon sind 15 Prozent landwirtschaftliche Nutzfläche, 38 Prozent der Fläche sind bewaldet und 43 Prozent sind Alpen.

### Gemeindegliederung
Ortsteile der Gemeinde sind Innerberg und Außerberg, die durch das Hölltobel getrennt sind.

### Nachbargemeinden
|               | Laterns (FK)                                |       |
| Thüringerberg | Kompassrose, die auf Nachbargemeinden zeigt | Blons |
| Ludesch       | Raggal                                      |       |

## Geschichte
Der erste Siedler war um 950 der Einsiedler Gerold von Großwalsertal. Über seinem Grab entstand ein Kloster, die Propstei Sankt Gerold, in dessen Umgebung sich bald Rätoromanen ansiedelten. Die Wallfahrtskirche wurde 1313 geweiht. Im 14. Jahrhundert verdrängten Deutsch sprechende Walser die romanische Bevölkerung. Bis 1648 unterstand die Propstei der Landeshoheit Blumeneggs und von da an bis 1802 war sie Reichspropstei der Fürstabtei Einsiedeln.
Durch den Reichsdeputationshauptschluss von 1803 gelangte St. Gerold an Nassau-Oranien-Fulda, das es bereits 1804 an Österreich verkaufte. 1805 kam der Ort zu Bayern. In dieser Zeit (1808) wurde der Ort selbstständige Gemeinde. Seit 1814 gehörte er wieder zu Österreich und damit zu Vorarlberg, dessen Geschicke er seither teilte. Die Propstei, bis 1958 Kloster, seither kirchliche Bildungsstätte, ist nach wie vor Eigentum des Klosters Einsiedeln.
- Siehe auch: Lawinenkatastrophe von 1954 in Vorarlberg

### Bevölkerungsentwicklung
Der Ausländeranteil (22 Personen) betrug Ende 2002 6,2 Prozent.
Von 1991 bis 2001 waren Geburtenbilanz und Wanderungsbilanz positiv. Danach nahm die Abwanderung bis 2011 so stark zu, dass sie von der Geburtenrate nicht ausgeglichen werden konnte und es zu einem Rückgang der Einwohnerzahl kam.

## Kultur und Sehenswürdigkeiten

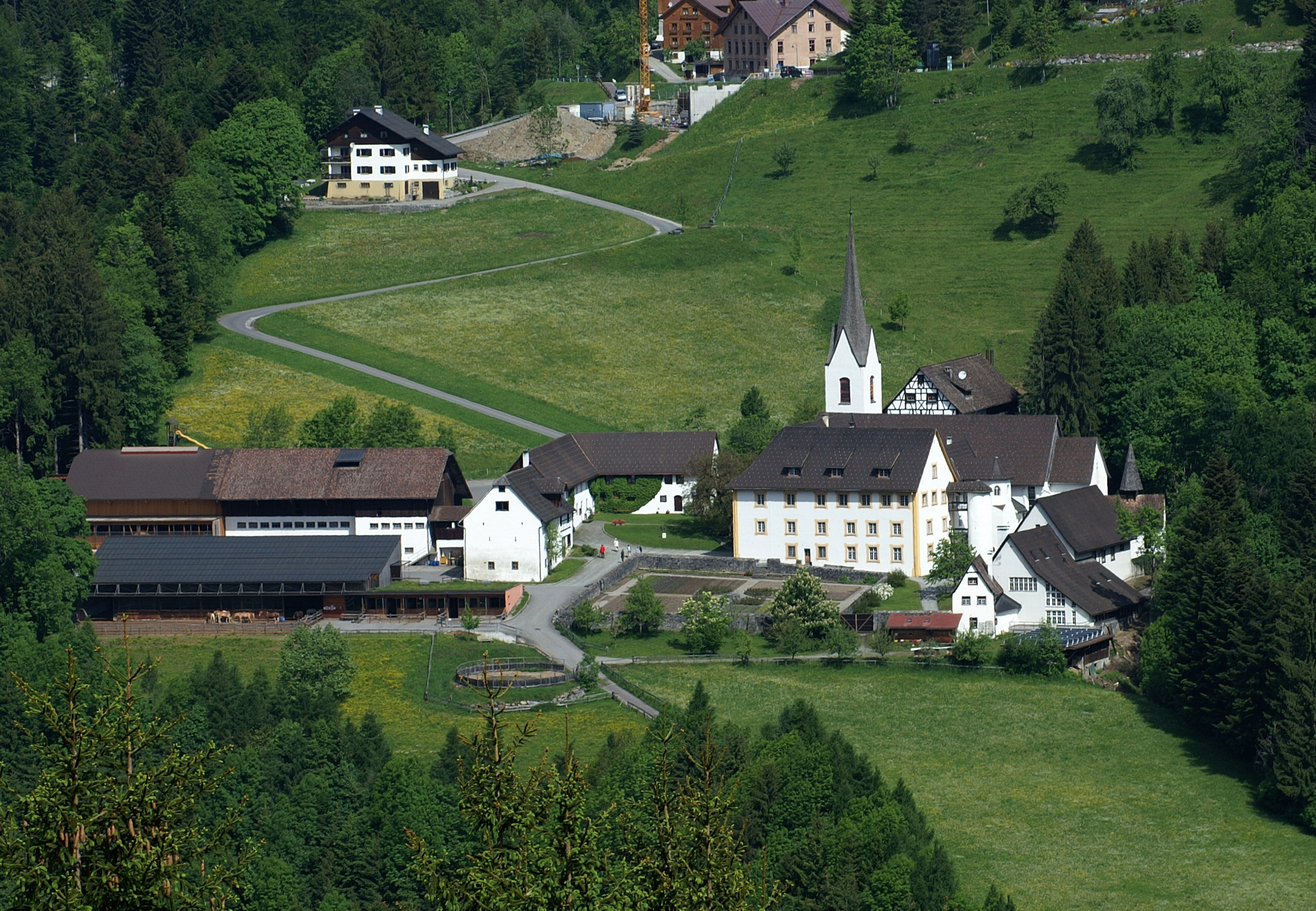
Benediktinerpropstei St. Gerold

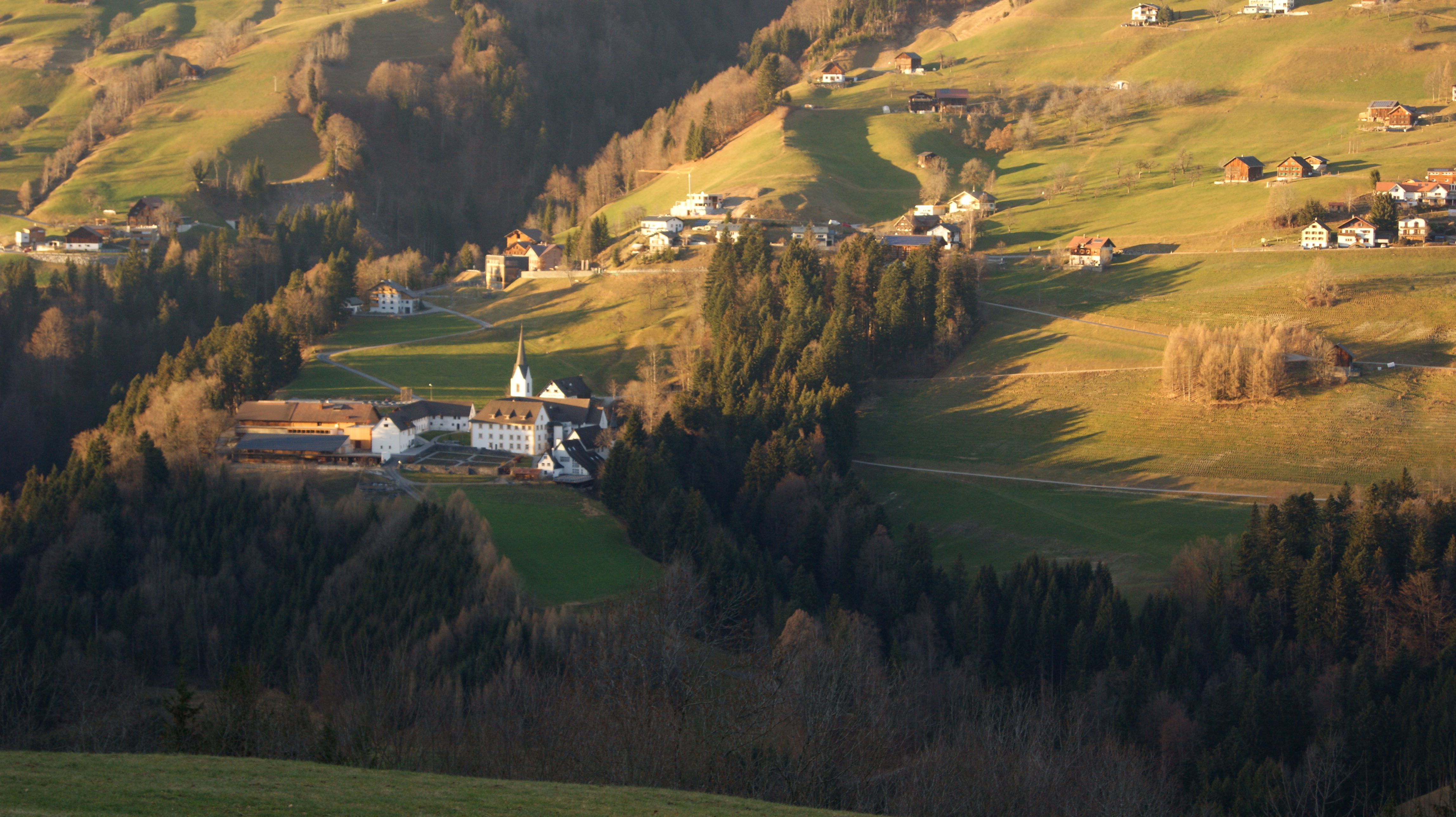
Propstei Sankt Gerold auf dem Plankenberg. Links im Hintergrund der Gaßnerberg und schräg abfallend das Klostertobel.

- Benediktinerpropstei mit Pfarrkirche
- Gemeindeamt und Volksschule
- Gebäude der Feuerwehr St. Gerold

## Wirtschaft und Infrastruktur
Im Ort gibt es im Jahr 2017 sieben Betriebe der gewerblichen Wirtschaft mit zirka 36 Beschäftigten und 2 Lehrlingen. Lohnsteuerpflichtige Erwerbstätige gab es 156. Ein Gastbetrieb und die Propstei bieten Voraussetzungen für einen sanften Tourismus.

### Verkehr
- Eisenbahn: Der nächste Bahnhof Budenz ist 15 Kilometer entfernt.[3]
- Straße: Die wichtigste Straßenverbindung ist die Faschina Straße L193.

### Bildung
In St. Gerold gab es (Stand: 2020/21) 18 Schüler in der Volksschule. Zudem gibt es einen Kindergarten und eine Kinderspielgruppe.

## Politik

### Gemeindevertretung

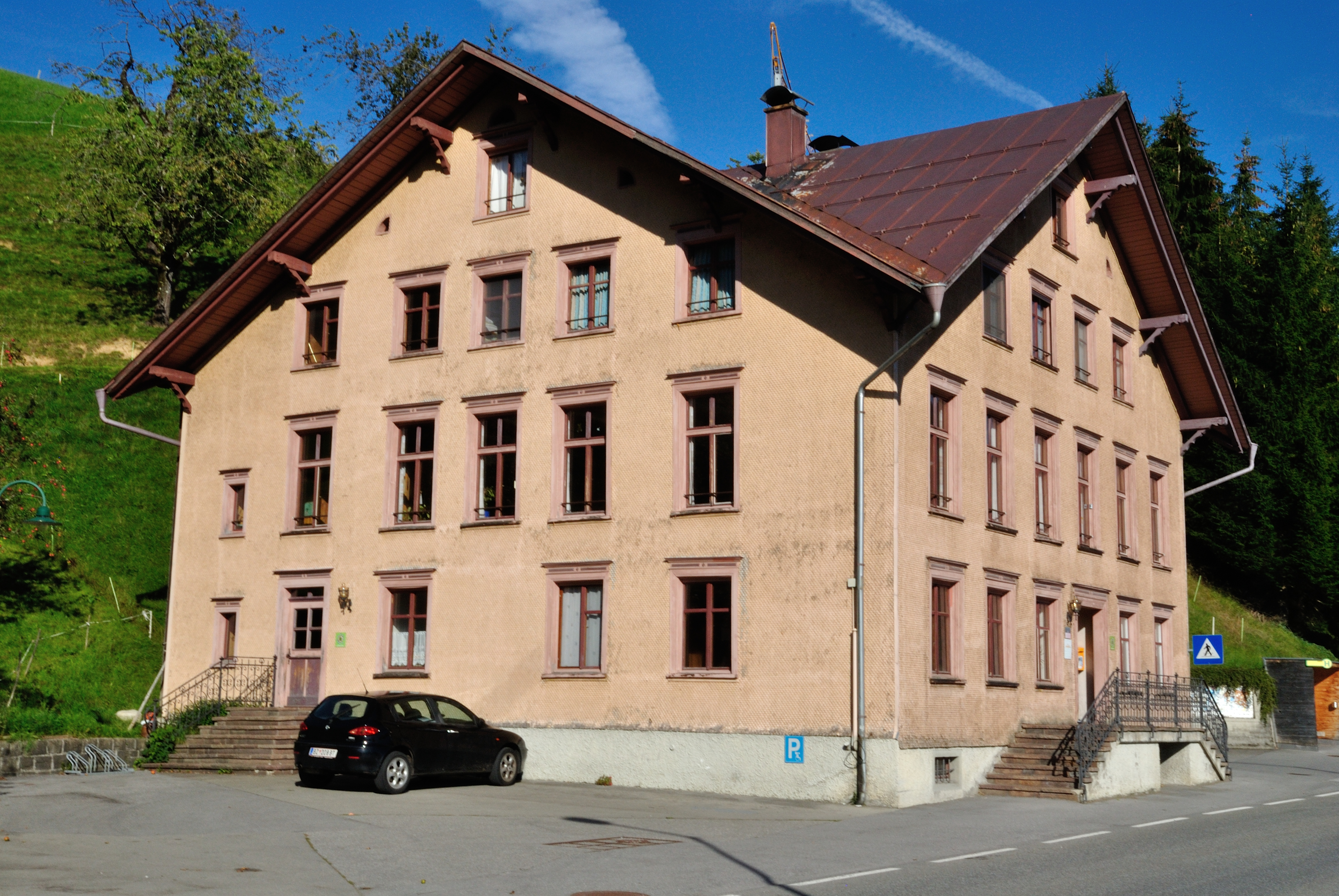
Gemeindeamt und Volksschule

In Vorarlberg wählen die Bürger alle fünf Jahre die Mitglieder der Gemeindevertretung durch Ankreuzen eines Listen-Wahlvorschlages bzw. durch Mehrheitswahl wenn kein Listenvorschlag vorliegt. Weiters den Bürgermeister durch Ankreuzen eines Wahlvorschlages.
Die Gemeindevertretung wählt in der konstituierenden Sitzung aus ihrer Mitte – sofern keine Wahl durch die Bürger zustande kam – gemäß § 61 Gemeindegesetz einen Bürgermeister und dann einen mindestens dreiköpfigen Gemeindevorstand. Die Zahl dieser „Gemeinderäte“ darf aber gemäß § 55 den vierten Teil der Zahl der Gemeindevertreter nicht übersteigen.
Der Bürgermeister führt den Vorsitz bei den generell öffentlichen Sitzungen der Gemeindevertretung, in denen kommunale Belange besprochen und Beschlüsse gefasst werden. Beobachter haben kein Mitspracherecht und kein Stimmrecht. Die Gemeindevertretung kann nach Bedarf Ausschüsse bestellen. Sitzungen des Gemeindevorstandes und der Ausschüsse sind nicht öffentlich.

#### Sitzverteilung nach den Wahlen
- Gemeindevertretungswahlen 1985: Freie Wählerschaft 5, Wahlgemeinschaft 2, Unabh. Ortsliste 2.[7]
- Gemeindevertretungswahlen 1990: Freie Wählerschaft 5, Wahlgemeinschaft 2, Unabh. Ortsliste 1, Bürgerforum 1.[8]
- Gemeindevertretungswahlen 1995: Freie Wählerschaft 5, Bürgerliste 3, Parteifreie Wähler 2.[9]

- Mangels wählbarer Listen erfolgten die Gemeindevertretungswahlen 2000, 2005, 2010, 2015 und 2020 per Mehrheitswahl.[10][11][12][13][14]

- Gemeindevertretungswahlen 2025: Liste St. Gerold 9.[15]

### Bürgermeister
- 1945–1950 Franz Josef Bertsch[16]
- 1950–1957 Heinrich Nigsch[16]
- 1957–1960 Leopold Bertsch[16]
- 1960–1965 Gebhard Müller[16]
- 1965–1981 Erwin Summer[16]
- 1981–1991 Benno Burtscher[16]
- 1991–1995 Rudolf Brandner[16]
- 1995–2015 Bruno Summer[16][17]
- seit 2015 Alwin Müller[18]

### Wappen
Das Gemeindewappen entstand im Jahre 1971 nach einem Entwurf des Schrunser Künstlers und Heraldikers Konrad Honold. Es verweist auf die Besiedlungsgeschichte der Gemeinde. Der Steinbock ist das Symbol der Walser.
Blasonierung: Das Wappen ist gespalten von Weiß und Blau. Rechts der Einsiedler Gerold mit rotem Mantel den goldenen Reichsapfel in der linken Hand haltend, den Pilgerstab in der anderen und goldnimbiert. Links ist ein aufgerichteter silberner Steinbock zu sehen.

## Persönlichkeiten

### Personen mit Bezug zur Gemeinde
- Christoph Hartmann (* um 1565 in Frauenfeld; † 12. April 1637 in der Propstei Sankt Gerold), Propst von St. Gerold